# Harald Frey
Harald Eika Frey (* 27. Mai 1997 in Oslo) ist ein norwegischer Basketballspieler.

## Laufbahn
Der Sohn der Basketballtrainer und früheren -nationalspieler Ståle Frey und Hege Eika Frey spielte bereits im Alter von 15 Jahren in der ersten norwegischen Liga und gewann mit Bærum Basket den Meistertitel. In der Saison 2015/16 erzielte er für den norwegischen Erstligisten Centrum Tigers im Schnitt 16,9 Punkte je Begegnung. Frey ging in die Vereinigten Staaten und nahm an der Montana State University ein Studium auf. Er gehörte von 2016 bis 2020 der Basketball-Hochschulmannschaft an. Frey setzte sich in der ewigen Bestenliste der Mannschaft auf den ersten Platz in den Wertungen „bestrittene Spiele“ und „bestrittene Spiele als Mitglied der Anfangsaufstellung“. Seine 1890 erzielten Punkte bedeuteten den dritten Platz in der Bestenliste, in den Bereichen „getroffene Dreipunktewürfe“, „Freiwürfe“ und „Korbvorlagen“ stand der Norweger auf dem zweiten Platz, als er die Montana State University 2020 verließ.
Frey begann seine Laufbahn als Berufsbasketballspieler beim spanischen Zweitligisten Oviedo C.B. In der Saison 2020/21 erzielte er für Oviedo in 25 Ligaeinsätzen im Durchschnitt 6,6 Punkte. Den Wert steigerte er im Spieljahr 2021/22 auf 16,2 (15 Einsätze). Ende Januar 2022 verließ er den spanischen Zweitligisten und nahm ein Angebot des deutschen Bundesligisten BG Göttingen an. In der Saison 2022/23 war Frey mit 14 Punkten je Begegnung zweitbester Korbschütze der Niedersachsen.
Im Juli 2023 unterschrieb der Norweger einen Vertrag bei den Telekom Baskets Bonn. Er kam für die Rheinländer während des Spieljahres 2023/24 auf 31 Bundesliga-Einsätze (11,1 Punkte je Begegnung). Anfang Juni 2024 gab der spanische Erstligist CB Bilbao Berri Freys Verpflichtung bekannt. Im April 2025 gewann er mit Bilbao den europäischen Wettbewerb FIBA Europe Cup. Im Finalrückspiel war der Norweger gemeinsam mit dem Schweden Melwin Pantzar (jeweils 17 Punkte) der beste Korbschütze Bilbaos.

### Nationalmannschaft
Frey war norwegischer Jugendnationalspieler. 2019 nahm er mit Norwegens Studentenauswahl an der Universiade in Neapel teil. Er wurde ebenfalls Herrennationalspieler.